# Concierto para piano n.º 4 (Saint-Saëns)

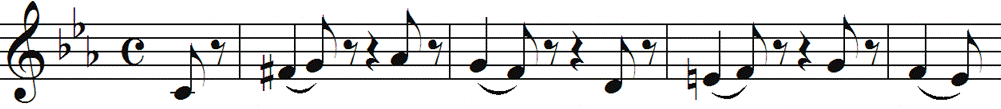
Melodía principal del cuarto concierto de Saint-Saëns.

El Concierto para piano n.º 4, en do menor, op. 44, de Camille Saint-Saëns, es el concierto para piano más innovador desde el punto de vista estructural. Fue estrenado el 31 de octubre de 1875, en el Teatro del Châtelet, con el compositor como solista. Está dedicado a Antoine Door, profesor de piano en el Conservatorio de Viena. Es, luego del segundo, el concierto para piano más popular de Saint-Saëns.
El concierto tiene la forma típica de los conciertos en tres movimientos, pero el andante central está ligado a la sección anterior. De hecho, la obra puede ser interpretada como un solo movimiento. Técnicamente está dividido en dos partes:
1. Allegro moderato - Andante
2. Allegro vivace - Andante - Allegro